# 苻敞
苻 敞（ふ しょう、生没年不詳）は、五胡十六国時代前秦の皇族で、第5代皇帝の苻登の父である。苻堅の族子にあたる。

## 生涯
詳細な事跡は不明であるが、苻健の時代に太尉司馬・隴東郡太守・建節将軍を歴任し、潁川王に封じられている。
355年6月、苻健が没すると子の苻生が後を継いだが、彼は残忍にして暴虐な人物であり、いつも遊び呆けては酒を飲み、官吏･女官などの殺戮を繰り返していた。経緯は不明だが、苻敞もまた彼によって殺害されたという。
357年6月、苻堅が天王位に即くと苻敞の名誉は回復され、右将軍・涼州刺史が追贈された。また、長男の苻同成が家督を継いだ。
後に苻堅とその後を継いだ苻丕が相次いで殺害されるに及び、苻登は皇帝に擁立された。

## 子女
- 苻同成 - 潁川王に封じられ、司徒・太尉を歴任した。
- 苻登 - 前秦の5代皇帝。
- 苻広 - 安成王に封じられ、中書監・司徒を歴任した。後に南燕へ亡命した。
- 苻王后 - 東平公主に封じられ、後に隴西鮮卑である西秦の高祖乞伏乾帰に嫁ぎ、王后に立てられた。